# 浅間義雄
浅間 義雄（あさま よしお、1885年7月25日 - 1945年9月14日）は、日本陸軍の軍人。最終階級は陸軍少将。陸軍司政長官。

## 経歴
1885年7月、山形県米沢市に生まれる。1905年11月、陸軍士官学校（第18期）を卒業。翌年6月、歩兵少尉に任官。1910年、歩兵中尉として陸軍戸山学校に分遣、成績優秀につき恩賜の時計を賜る。1912年、天津に駐屯。1914年、中隊長として青島に従軍（青島の戦い）。1921年、歩兵大尉、遼陽に駐屯。1923年、歩兵少佐、浜松師範学校配属将校。
1927年、歩兵第32連隊大隊長、後に陸軍歩兵学校分遣。1931年、歩兵中佐、第8師団高級副官、1933年まで満州事変（熱河作戦）に参加する。1933年、歩兵大佐、秋田連隊区司令官。1935年12月、歩兵第43連隊長。1937年、日中戦争に参加。後に陸軍少将に昇進、留守第8師団司令部附。1939年8月、待命。同年9月、予備役編入。
1941年3月、参謀本部附。1942年10月31日、陸軍司政官として比島方面に派遣。同年11月末、南部呂宋支部長としてレガスピーに赴任。1943年9月、一等級。同年12月、ビサヤ地方連絡官となりセブ島に赴任。1944年9月30日、セブ島に展開していた第35軍（尚集団）の命令によって、浅間は第35軍司令部に兼勤し、戒厳司令官の補佐を行うことになる。その業務を行うため、「浅間機関」が編成された。この機関には35軍参謀の杉本森雄中佐も兼勤した。
1944年10月20日、レイテ島にアメリカ軍が上陸（レイテ島の戦い）。現地防衛のための陣地構築と食糧自給のための耕作などに、老齢にもかかわらず浅間自らも率先して参加、部下一同を励ました。1945年3月28日、セブ島にアメリカ軍が上陸（ビサヤ諸島の戦い）。日本軍は山に入り陣地配備についた。このころ、浅間の指揮下に第14方面軍野戦貨物廠及び第14方面軍野戦自動車廠などの部隊の一部、陸軍担当の在留邦人が加わったとされる。浅間は危険な陣地を巡視し、兵士の労をねぎらった。そのうちに糧食事情も深刻になったが、浅間は部下からの特別扱いの配慮をことわり、常に部下と寝食を共にした。
4月15日、陸軍担当の在留邦人のうち、10歳以下の児童11人が、野戦貨物廠の兵士によって毒殺される。理由は「子供たちが泣き声をあげたりすると、味方の所在地が敵に知られてしまうため」であった。また、5月26日ごろにも、対象を13歳以下に引き上げ10人以上を殺害した。これら二回にわたり行われた殺害は、浅間の命令によるものとみられる。この一件のため、一部の在留邦人は、海軍部隊や酒井義勇中隊（セブ島の現地召集者によって編成された陸軍部隊）のもとへ逃れた。4月16日、軍命令により北部への転進が始まる。5月ごろ、海軍部隊の陣地に収容される。8月31日、軍命令により下山、アメリカ軍の病院に収容される。しかし、衰弱はあまりにも甚だしく、看護の甲斐もなく9月14日に死亡した。

## 人物
セブ島の戦いに参加した志柿謙吉海軍大佐（第33特別根拠地隊先任参謀兼副長）は、浅間について、「一言居士として有名で、老人の関係か、よく人の嫌うことを言っては、みなに嫌われていた」と述べている。